# ألبرت رينز (سياسي)
ألبرت رينز (بالإنجليزية: Albert Rains)‏ هو محامي وسياسي أمريكي، ولد في 11 مارس 1902 في الولايات المتحدة، وتوفي في 22 مارس 1991 في غادسدن في الولايات المتحدة. حزبياً، نشط في الحزب الديمقراطي.

## مناصب
- انتخب محامي المدينة (1935 – 1944).
- انتخب كاتب عدل [الإنجليزية]‏ (1930 – 1935).
- انتخب عضو مجلس نواب ألاباما (1941 – 1944).
- انتخب عضو مجلس النواب الأمريكي.